# Enneanectes altivelis
Enneanectes altivelis es una especie de pez de la familia Tripterygiidae en el orden de los Perciformes.

## Morfología
• Los machos pueden llegar alcanzar los 4 cm de longitud total.

## Hábitat
Es un pez de mar de clima tropical y asociado a los  arrecifes de coral que vive entre 3-10 m de profundidad.

## Distribución geográfica
Se encuentra desde el sureste de Florida (Estados Unidos) y las Bahamas hasta el Brasil.

## Observaciones
Es inofensivo para los humanos